# Chemises rouges (Italie)
Pour les articles homonymes, voir Chemises rouges.

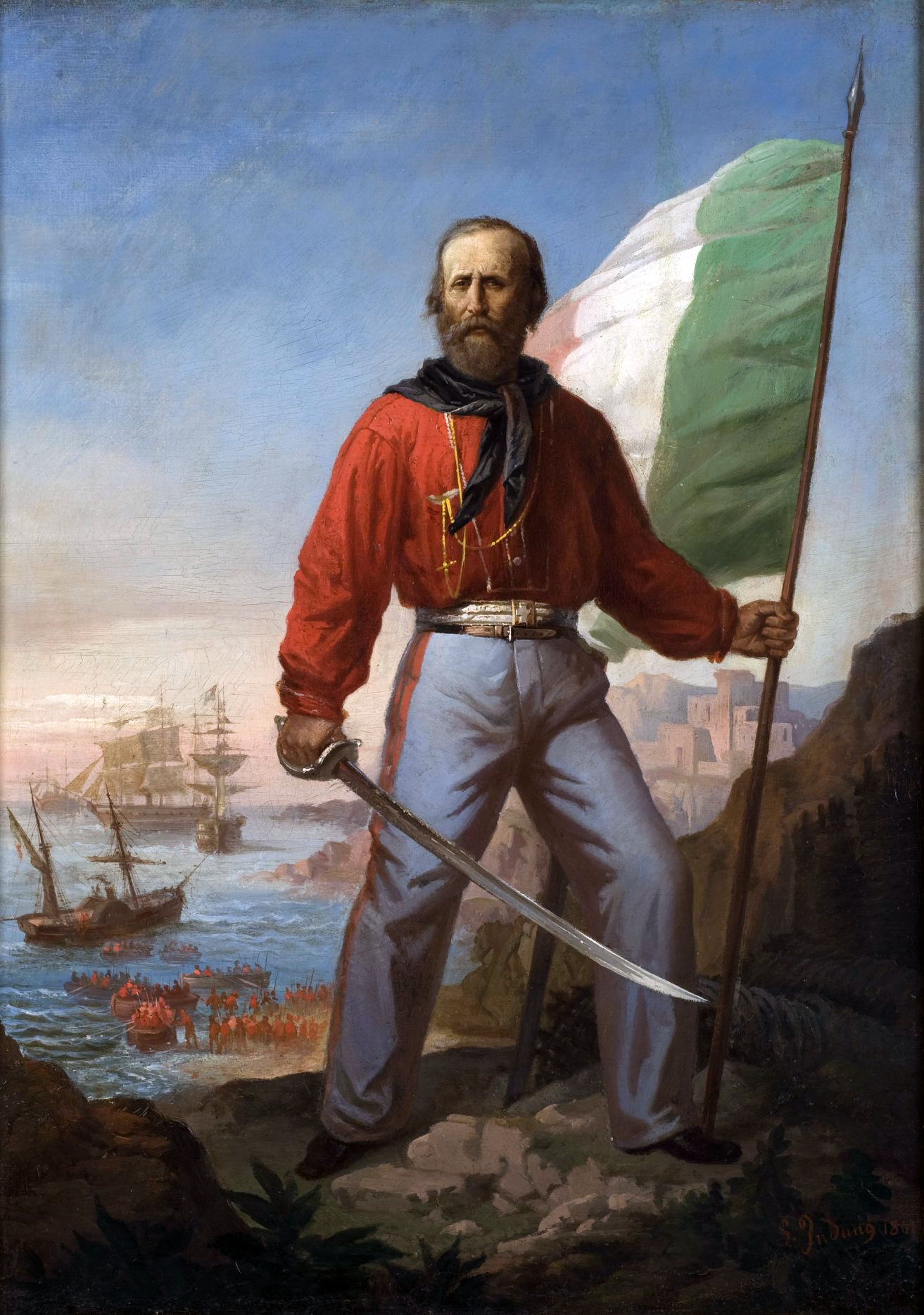
Portrait de Garibaldi portant une chemise rouge à Marsala, par Gerolamo Induno (Musée du Risorgimento, Turin)

Les chemises rouges (en italien : Camicie rosse) sont des troupes de volontaires engagés, au XIXe siècle, à la suite de Garibaldi pour la libération de territoires occupés par des puissances étrangères, ou pour l'unification de l'Italie.

## Origines
Durant la guerre en Uruguay, Garibaldi perfectionne les techniques de guérilla. Son opposition aux ambitions territoriales de l’empereur du Brésil et de l’Argentine (perçues comme impérialistes) et ses victoires à Cerro (en) et Sant'Antonio (1846) qui assurent l’indépendance de l’Uruguay, font de Garibaldi et de ses volontaires des héros. Garibaldi est d’ailleurs surnommé le Héros des Deux Mondes.
C'est en 1843, alors que Giuseppe Garibaldi est en exil, qu’il forme la légion italienne avec les immigrés italiens de Montevideo, pour soutenir la cause uruguayenne du général Rivera. Voulant habiller le plus économiquement possible sa légion italienne, Garibaldi achète à bas prix un lot de chemises rouges initialement destiné au marché de Buenos Aires alors fermé à cause du blocus : ces tuniques de laine rouge étaient à l'origine destinées aux ouvriers des abattoirs et saladeros (en) argentins, leur couleur faisant moins ressortir l'aspect sanglant du travail, aussi Garibaldi pensait-il que les hommes de sa légion qui devaient faire face à une armée de 30 000 hommes ne verraient pas leur sang couler. Cette légion se distingue lors de la défense de Montevideo contre l'armée argentine.

## Aux États-Unis
Garibaldi tente de prendre Rome en 1849-1850, mais les « chemises rouges » ne sont pas utilisées. Il passe quelques années en exil à New York, à Staten Island (1850-1853) avec l’inventeur italien patriote Antonio Meucci, avant de rejoindre l’Italie.
À New York, avant la guerre de Sécession, les pompiers volontaires (travaillant pour différentes compagnies privées) sont les héros de la classe ouvrière. Leur courage, leur sens civique et leur camaraderie inspirent l’admiration de fanatiques, les Buffs. Tous équipés de façon différente, les pompiers portaient tous une chemise de flanelle rouge. Quand Garibaldi retourne en Italie, les chemises rouges font leur réapparition dans les rangs de ses disciples.
Garibaldi reste un héros à New York. Le 39e régiment de volontaires de New York, appelé la Garde de Garibaldi, combat lors de la guerre de Sécession. Leur uniforme comprenait une chemise de laine rouge.

## En Italie
Elles furent portées en 1860 par les Mille pour la conquête du royaume des Deux-Siciles, en 1867 par les Garibaldiens pour envahir les États pontificaux et le corps des volontaires italiens lors de la troisième guerre d'Indépendance italienne.
Ce vêtement et cette couleur sont devenus par la suite les symboles de l'unification de l'Italie et même de l'émancipation des peuples.

## En France
Giuseppe Garibaldi participe à la guerre franco-prussienne en soutien à la jeune Troisième République française, débarquant à Marseille le 7 octobre 1870 avec une troupe de volontaires italiens.

## En Grèce

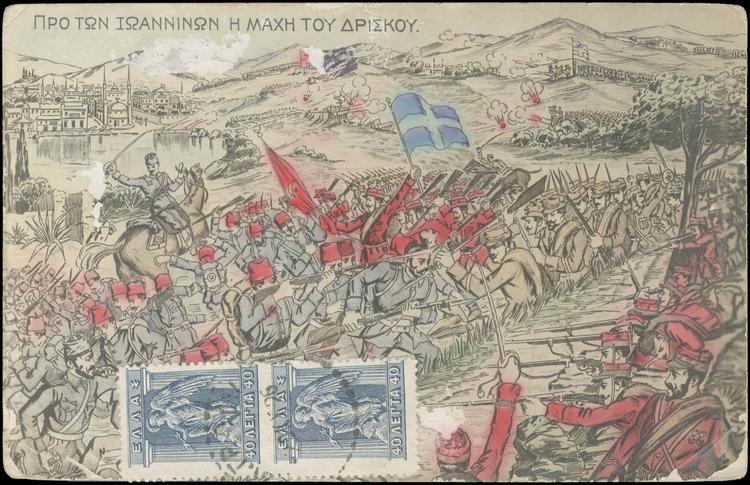
La bataille de Driskos, le 9 décembre (26 novembre julien) 1912, où Loréntzos Mavílis trouve la mort au sein des Chemises rouges.

Des corps de Chemises rouges participent du côté grec à la guerre gréco-turque (1897) puis à la Première Guerre balkanique (1912-13), principalement sous la conduite de Ricciotti Garibaldi.